# Escut de Gualba
L'escut oficial de Gualba té el següent blasonament:
Escut caironat: de sinople, un mont floronat d'or acompanyat a la punta de dues faixes ondades d'argent. Per timbre, una corona mural de poble.

## Història
Va ser aprovat l'1 de juny de 2005 i publicat al DOGC el 27 de juny del mateix any amb el número 4413.
El mont floronat d'or és el senyal tradicional del poble i prové de l'escut heràldic dels Gualba, barons de Montnegre i antics senyors de la localitat. Les faixes ondades del peu són un senyal parlant al·lusiu a l'etimologia del poble: Gualba prové del llatí Aqua alba, "aigua blanca"; alhora fan referència a la riera de Gualba, que travessa el municipi, tributària de la Tordera, riu que marca el límit sud-oriental del municipi.